# Instytut Medycyny Doświadczalnej i Klinicznej im. Mirosława Mossakowskiego Polskiej Akademii Nauk
Instytut Medycyny Doświadczalnej i Klinicznej im. Mirosława Mossakowskiego PAN – instytut Polskiej Akademii Nauk zajmujący się badaniami w zakresie biologii medycznej oraz medycyny klinicznej.

## Historia
W 1967 uchwałą Prezydium Polskiej Akademii Nauk powołano Centrum Medycyny Doświadczalnej i Klinicznej PAN, w skład którego wchodziło sześć placówek naukowych (działających w ramach Wydziału VI Nauk Medycznych PAN) rozproszonych w różnych lokalizacjach Warszawy. W 1997 nastąpiło przeniesienie wszystkich placówek do budynku przy ulicy Pawińskiego 5, gdzie utworzono szereg nowych pracowni. W 2002 Prezydium PAN zatwierdziło zmianę nazwy na Instytut Medycyny Doświadczalnej i Klinicznej im. Mirosława Mossakowskiego PAN.

### Dyrektorzy
- prof. dr hab. Zygmunt Ruszczewski (196–1968)
- prof. dr hab. Witold Karczewski (p.o. Dyrektora) (1969)
- prof. dr hab. Adam Kunicki (1970–1974)
- prof. dr hab. Mirosław Mossakowski (1975–2001)
- prof. dr hab. Jan Albrecht (p.o. Dyrektora) (2001–2002)
- prof. dr hab. Zbigniew Czernicki (2002–2010)
- prof. dr hab. Andrzej W. Lipkowski (2010–2014)[2]
- prof. dr hab. n. med. Maria Barcikowska-Kotowicz (2015–2019)
- prof. dr hab. n. med. Leonora Bużańska (od 2019)[3]

## Działalność naukowa
Przedmiotem badań prowadzonych w Instytucie są przede wszystkim:
- mechanizmy chorób i uszkodzeń układu nerwowego oraz możliwości ich leczenia
- mechanizmy chorób i możliwości leczenia innych tkanek i narządów, m.in. zaburzeń w funkcjonowaniu kłębuszków nerkowych, nowotworów trzustki i jelita grubego, niedoczynności oraz nadczynności tarczycy.

Jednostka posiada prawo do nadawania stopnia naukowego doktora nauk medycznych oraz doktora habilitowanego nauk medycznych w zakresie biologii medycznej i medycyny.